# Konrad Ruhland
Konrad Xaver Ruhland (* 19. Februar 1932 in Landau an der Isar; † 14. März 2010 in Deggendorf) war ein deutscher Musikhistoriker, Musikpädagoge, Dirigent und Musikherausgeber.

## Leben
Seine ersten Kontakte mit der Musik hatte Ruhland als Domsingknabe am Dom St. Stephan zu Passau. Er studierte in München Musikwissenschaft bei Thrasybulos Georgiades und  Theodor Göllner. Weitere Kurse in Geschichte, Theologie und Kirchengeschichte bildeten den Hintergrund für seine musikwissenschaftlichen Forschungen.
Nach dem Besuch eines Konzertes des Brüsseler Ensembles „Pro Musica Antiqua“ unter Safford Cape fanden sich 1956 unter Ruhlands Leitung in München neun begeisterte Studenten zusammen, welche die „Capella Antiqua München“ bildeten, eine der ersten Gruppen, die sich mit der Renaissancemusik und der Musik des Frühbarock im Studium auseinandersetzten. Mit der Zeit wuchs das Ensemble auf 19 Musiker an und nahm zahlreiche Schallplatten auf.
Zwischen 1968 und 1991 wirkte Ruhland am musischen und neusprachlichen St.-Gotthard-Gymnasium seines Wohnortes Niederalteich. Dort gestaltete er zusammen mit seiner Frau Elisabeth (Musiklehrerin von 1968 bis 1995) die Qualität der musikalischen Ausbildung und damit zusammenhängend den Ruf der Schule entscheidend mit.
Aus seiner langjährigen Musizierpraxis im Bereich der Historischen Aufführungspraxis heraus gründete er 1976 die Niederaltaicher Scholaren, einen Konzertchor, mit dem er sich dem Gregorianischen Gesang und bis dahin wenig bekannten Werken und Komponisten widmete.
Als Wissenschaftler sowie als Herausgeber hat sich Ruhland einen Namen gemacht und mehrere hundert Werke von vorwiegend süddeutschen Komponisten herausgegeben. Daneben gab er in Sommerkursen sein Wissen weiter, so an der University of Pennsylvania in Philadelphia.
Für sein Wirken wurde Ruhland 2004 mit dem Bundesverdienstkreuz Erster Klasse ausgezeichnet.